# آرسی

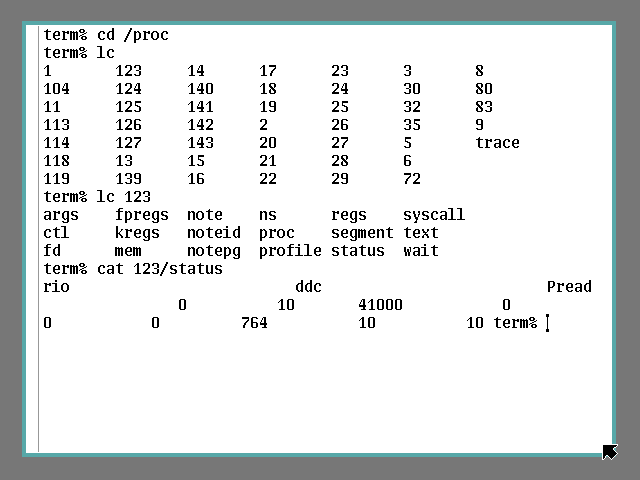
نحوه کار آرسی

آرسی (به انگلیسی: rc) یک مفسر خط فرمان برای سیستم‌عامل‌های پلان ۹ و نسخه ۱۰ یونیکس است. این پوسته شبیه پوسته بورن است، اما سینتکس آن ساده‌تر است. این پوسته توسط تام داف ایجاد شده است، کسی که بیشتر به خاطر یک ساختار غیرمعمول از زبان برنامه‌نویسی سی که دستگاه داف نام دارد، شناخته می‌شود. آرسی از ساختارهای کنترلی شبه-سی استفاده می‌کند، برخلاف پوسته بورن که از ساختارهای کنترلی شبه-الگول استفاده می‌کند. به جز اینکه به جای کلمه کلیدی else از if not استفاده می‌کند. همینطور یک حلقه for مشابه پوسته بورن دارد. در آرسی، تمام متغیرها لیستی از رشته‌ها هستند که این ویژگی باعث می‌شود نیاز به ساختارهایی مانند ‎$@ از بین برود.

## مثال
```
if
 
test
 
"
$1
"
 
=
 
hello
;
 
then

    
echo
 
hello,
 
world

else

    
case
 
"
$2
"
 
in

    
1
)
 
echo
 
$#
 
'hey'
 
"jude's"
$3
;;

    
2
)
 
echo
 
`
date
`
 
:
$*
:
 
:
"
$@
"
:
;;

    
*
)
 
echo
 
why
 
not
 
1
>
&
2

    
esac

    
for
 
i
 
in
 
a
 
b
 
c
;
 
do

        
echo
 
$i

    
done

fi

```

و معادل آن به سینتکس آرسی:
```
if(~ $1 hello)
    echo hello, world
if not {
    switch($2) {
    case 1
        echo $#* 'hey' 'jude''s'^$3
    case 2
        echo `{date} :$"*: :$*:
    case *
        echo why not>[1=2]
    }
    for(i in a b c)
        echo $i
}

```

چون if و if not دو ساختار مجزا هستند، باید آن‌ها را برای استفاده در مواقع خاص گروه‌بندی کرد.